# 薩奇剪

薩奇剪的範例圖：當紅色的敵機將目標放在我方的左邊戰機時，在我方兩機空中交會更換位置的瞬間，原先右邊另一架我方的僚機便有機會飛到敵機旁發動攻擊。

薩奇剪（英語：Thach Weave）是由美國海軍飛行員約翰·薩奇在第二次世界大戰發明的一種空戰戰術，目的是用來對抗當時日本海軍陣營裡機動性高的零式艦上戰鬥機。戰術內容是將兩個或以上的戰機採用編組方式，在敵機將目標放在其中一架戰機上時，用交叉的飛行路徑來引誘對方闖入到我方其他戰機的攻擊範圍。

## 由來
在二次大戰的太平洋戰場上，當時美軍的F4F戰鬥機在機動性高的零式戰機面前不易佔有優勢，有必須在戰術上進行調整的情況。之後薩奇私下常在桌上排列著火柴棒來構思，隨後想出以互相支援來對抗零式戰機的方式。該方法是將我方兩架以上戰機為一個小隊採用並列的隊型飛行，當其中一架我方戰機被後方出現的敵機當成目標時，我方的戰機則開始採用S型互相交會的路徑飛行，在交會後的一瞬間，一開始沒被當成目標的我方僚機便有機會飛到敵機的側邊發動攻勢。
之後薩奇找來愛德華·奧黑爾協助進行測試，他讓奧黑爾帶領扮演進行攻擊的敵機部隊，自己則帶領擔任受攻擊一方的部隊，並刻意限制自己隊上戰機的飛行性能，以提高符合實際情況的效果。在進行一連串的試驗後，薩奇發現即使有性能上的不對等情況，他帶領的戰機仍可以有效打亂奧黑爾一方的攻勢，或著是可以反過來對奧黑爾一方進行回擊，讓奧黑爾肯定此戰術的可行性。

## 實戰
薩奇剪首次在實戰上的採用，是在1942年6月4日開戰的中途島海戰上。當日薩奇率領一共6架戰機的隊伍，來護送從約克鎮號航空母艦 (CV-5)起飛的12架TBD蹂躪者式魚雷轟炸機，在海上發現到日本海軍艦隊行蹤時，薩奇等人立刻遭受到約15到20架零式戰機攻擊。在空戰的過程中，薩奇的隊伍雖損失一架F4F戰機，但他自己以此戰術成功擊落一架零式戰機，擔任他身旁僚機的愛德華·奧黑爾則擊落兩架，對日軍做出了有效牽制。
中途島海戰之後此戰術被美軍廣泛使用，到了往後越戰期間、或是在空中纏鬥場合裡，薩奇剪仍有被作為採用。